# 小海龍
小海龍（学名：Syngnathus exilis），為輻鰭魚綱棘背魚目海龍魚科的其中一種，分布於東太平洋區，從美國加州至墨西哥加利福尼亞灣海域，體長可達25公分，棲息在沙底質海域。